# Scatola a sorpresa
Scatola a sorpresa è il quarto album della cantante italiana Raffaella Carrà, il primo pubblicato con l'etichetta discografica CGD nel novembre del 1973.

## Descrizione
La confezione originale consisteva in una scatola (per l'appunto, "a sorpresa") contenente: il disco, alcuni giochi da tavolo, tra cui "Inseguiamo Raffaella", variante del Gioco dell'oca, e un frisbee.
L'album è stato venduto anche singolarmente senza la scatola, mantenendo lo stesso numero di catalogo.
La copertina è dello Studio Maggioni Designer, la fotografia di Chiara Samugheo.
Distribuito dalle Messaggerie Musicali di Milano, venne lanciato, a partire da novembre del 1973, durante la 29ª edizione della trasmissione radiofonica Gran varietà, di cui Raffaella era ospite fissa.
Nessun singolo estratto, se non il brano Bumba mama, scelto da Raffaella come lato b per un 45 giri del 1974.
L'album contiene prevalentemente brani di riferimento per famosi ritmi ballabili.
Dal 25 Maggio 2023 l'album è disponibile su tutte le piattaforme digitali tra cui Spotify.

## I brani
Per dettagli sugli altri brani fare click sul titolo corrispondente nella sezione Tracce.
A parte l'inedito Bumba mama, l'album è composto esclusivamente da cover.
- Conosci Frankie riscrittura con testo di Boncompagni della canzone americana degli anni '20 If You Knew Susie, scritta da Buddy DeSylva e Joseph Meyer e cantata originariamente da Eddie Cantor
- Rock'n'roll (medley)
Quasi un omaggio a Little Richard, le 4 canzoni proposte infatti sono stati altrettanti successi di vendita negli Stati Uniti per il cantante Richard Wayne Penniman.
Good Golly, Miss Molly singolo e nell'album Little Richard del 1958.
Long Tall Sally e Tutti Frutti singoli del 1955 e 1956, entrambi inclusi nell'album Here's Little Richard del 1957.
Whole Lotta Shakin' Goin' On singolo e nell'album Little Richard Is Back del 1964.
- Romagna mia ballo liscio di grande successo di Secondo Casadei, fondatore dell'orchestra Casadei nel 1928.
- España cañí (strumentale)
Pezzo scritto nel 1923 e inciso la prima volta dall'autore Pascual Marquina Narro nel 1926.
Canzone nota anche col titolo in inglese Spanish Gypsy Dance o Gypsy Spain. È la base ritmica del pasodoble.
- Flik Flok (strumentale)
La celebre Marcia dei Bersaglieri composta nel 1860 da Giulio Ricordi, allora giovanissimo ufficiale dei bersaglieri.
- Let's Twist Again famoso twist di Chubby Checker del 1961.
- Tea for Two canzone tratta dal musical americano No, No, Nanette, approdato in Italia nel 1928.
- Rosamunda adattamento italiano di Nisa, ovvero Nicola Salerno, della Modřanská polka, la cui versione in tedesco del 1938 superò il milione di copie vendute.
- La cumparsita (strumentale)
 tango uruguagio del 1917 talmente popolare da essere definito "Tango dei tanghi" e immediatamente riconoscibile dopo aver ascoltato le sole prime quattro note (re-do-la-fa♯).
- La Bamba brano popolare messicano e annesso balletto folkloristico per una danza con ritmo afro-messicano. Grande successo per Ritchie Valens nella versione rock and roll degli anni cinquanta.
- Lola (ritmo foxtrot per il charleston)
Originariamente intitolato Yes Sir, That's My Baby con musica di Walter Donaldson e testo di Gus Kahn, rielaborato e adattato in italiano da Angelo Ramiro Borella e Carlo Lombardo nel 1952 per le edizioni musicali Francis Day di Milano.[4]
Prime incisioni di Bruno e la sua orchestra Quirinetta (con titolo Il vero charleston, Lola)[5] e del Duo Fasano.[6]
- La samba di Orfeo (strumentale)
Samba tratta dal dramma musicale in portoghese Orfeu da Conceição scritto da Vinícius de Moraes nel 1954 e musicato da Antônio Carlos Jobim con la collaborazione del chitarrista Luiz Bonfá nel 1956.

## Tracce
Lato A
1. Conosci Frankie – 1:48 (testo: Gianni Boncompagni – musica: Kaley, De Silva)
2. Satisfaction (I Can't Get No) – 2:50 (Mick Jagger, Keith Richards)
3. Quando quando quando – 2:39 (testo: Alberto Testa – musica: Tony Renis)
4. Rock'n'roll (medley) – 3:12 (testo: AA.VV. – musica: Paolo Ormi)
5. Romagna mia – 2:05 (Secondo Casadei)
6. España cañí (strumentale) – 1:55 (Pascual Marquina Narro)
7. Flik Flok - La Marcia dei Bersaglieri (strumentale) – 1:59 (Giulio Ricordi, Peter Ludwig Hertel)

Lato B
1. Let's Twist Again – 2:09 (Dave Apple, Kal Mann)
2. Tea for Two – 2:16 (testo: Irving Caesar, Otto Harbach – musica: Vincent Youmans)
3. Rosamunda (Modranska polka) – 1:51 (testo: Nisa[7] – musica: Jaromír Vejvoda)
4. La cumparsita (strumentale) – 2:28 (Gerardo Matos Rodríguez)
5. La Bamba – 2:50 (Rafael Gayoso)
6. Lola (Yes Sir, That's My Baby[8]) – 1:28 (Angelo Ramiro Borella, Carlo Lombardo)
7. Bumba mama – 1:59 (testo: Gianni Boncompagni – musica: Paolo Ormi) – Inedito
8. La samba di Orfeo (strumentale) (Samba de Orfeu) – 1:59 (Antônio Carlos Jobim, Luiz Bonfá)

## Formazione
- Raffaella Carrà – voce, cori
- Coro maschile del Teatro dell'Opera di San Pietroburgo
- Paolo Ormi – pianoforte, Fender Rhodes, sintetizzatore, ARP, basso, percussioni, arrangiamenti e direzione dell' "Orchestra" di sé stesso.
- Ciro Cicco – batteria